# Eunicites oertlii
Eunicites oertlii är en ringmaskart som beskrevs av Heinz W. Kozur 1975. Eunicites oertlii ingår i släktet Eunicites, klassen havsborstmaskar, fylumet ringmaskar och riket djur. Inga underarter finns listade i Catalogue of Life.